# Mortesante
Mortesante es una población dispersa sobre una uvala cárstica del municipio cántabro de Miera, en España. Su actividad económica ha sido tradicionalmente ganadera. En su geología es mencionable la morfología de chimeneas subterráneas que perforan el sustrato calcáreo desde la superficie hasta el actual nivel de circulación hídrica interior. Tenía en 2021 una población de 6 habitantes (INE). Se encuentra a 260 m s. n. m. y dista 7 kilómetros de La Cárcoba, capital municipal. En su término están las Cuevas de Piélago I y II, con restos del periodo Aziliense.
- Datos: Q6024503